# Przemysław Płacheta
Przemysław Płacheta (ur. 23 marca 1998 w Łowiczu) – polski piłkarz występujący na pozycji pomocnika w angielskim klubie Oxford United.

## Kariera piłkarska

### Kariera juniorska
Przemysław Płacheta jest wychowankiem Pelikana Łowicz. W 2010 został zawodnikiem młodzieżowej drużyny ŁKS-u Łódź. W 2012 przeszedł do UKS SMS Łódź. W latach 2013–2015 reprezentował barwy Polonii Warszawa. 26 sierpnia 2015 został zawodnikiem młodzieżowej drużyny RB Leipzig, a 1 lipca 2017 przestał być piłkarzem tego zespołu.

### Kariera klubowa
W styczniu 2015 został zawodnikiem seniorskiej drużyny Polonii Warszawa, przestał być zawodnikiem tego klubu 26 sierpnia 2015, kiedy to został sprzedany do młodzieżowej drużyny RB Leipzig. 1 lipca 2017 został zawodnikiem Sonnenhof Großaspach. 10 stycznia 2018 dołączył do Pogoni Siedlce. W tej drużynie zagrał w 11 meczach I ligi, w których strzelił 2 gole. 5 lipca 2018 dołączył do Podbeskidzia Bielsko-Biała. 1 lipca 2019 przeszedł do Śląska Wrocław. W zespole Śląska zagrał w 35 meczach, w których strzelił 8 goli i zaliczył 5 asyst. 22 lipca 2020 został sprzedany do Norwich City F.C. za ok. 2,5 miliona euro. 19 września 2020 zdobył swojego pierwszego gola dla tej drużyny. 6 lipca 2022 został wypożyczony na rok do Birmingham City.

### Kariera reprezentacyjna
Reprezentował Polskę w klasach wiekowych U-18, U-19, U-20 i U-21. Pierwszy nietowarzyski mecz międzynarodowy, w którym wystąpił Płacheta był rozegrany 23 marca 2017 w ramach eliminacji do Mistrzostw Europy U-19 w Piłce Nożnej 2017 przeciwko reprezentacji Turcji U-19. Rozegrał jeden mecz na Mistrzostwach Europy U-21 w Piłce Nożnej 2019. 9 listopada 2020 został dodatkowo powołany do „seniorskiej” reprezentacji Polski w miejsce Damiana Kądziora. 11 listopada 2020 zadebiutował w reprezentacji Polski w towarzyskim meczu z reprezentacją Ukrainy.
(aktualne na dzień 15 listopada 2021)
| Reprezentacja | Rok     | Mecze | Bramki |
| ------------- | ------- | ----- | ------ |
| Polska        |         |       |        |
| 2020          | 2       | 0     |        |
| 2021          | 5       | 0     |        |
| Ogólnie       | Ogólnie | 7     | 0      |

| Mecze i gole w reprezentacji | Mecze i gole w reprezentacji | Mecze i gole w reprezentacji | Mecze i gole w reprezentacji | Mecze i gole w reprezentacji | Mecze i gole w reprezentacji | Mecze i gole w reprezentacji |
| Lp.                          | Data                         | Miasto                       | Przeciwnik                   | Gol                          | Wynik                        | Rozgrywki                    |
| ---------------------------- | ---------------------------- | ---------------------------- | ---------------------------- | ---------------------------- | ---------------------------- | ---------------------------- |
| 1.                           | 11.11.2020                   | Chorzów, Polska              | Ukraina                      |                              | 2:0                          | towarzyski                   |
| 2.                           | 18.11.2020                   | Chorzów, Polska              | Holandia                     |                              | 1:2                          | LN 2020/2021                 |
| 3.                           | 28.03.2021                   | Warszawa, Polska             | Andora                       |                              | 3:0                          | el. MŚ 2022                  |
| 4.                           | 08.06.2021                   | Poznań, Polska               | Islandia                     |                              | 2:2                          | towarzyski                   |
| 5.                           | 23.06.2021                   | Petersburg, Rosja            | Szwecja                      |                              | 2:3                          | ME 2020                      |
| 6.                           | 09.10.2021                   | Warszawa, Polska             | San Marino                   |                              | 5:0                          | el. MŚ 2022                  |
| 7.                           | 15.11.2021                   | Warszawa, Polska             | Węgry                        |                              | 1:2                          | el. MŚ 2022                  |

## Statystyki
(stan na 17 września 2022)
| Klub                       | Sezon             | Liga              | Liga  | Liga   | Liga   | Puchar kraj. | Puchar kraj. | Puchar kraj. | Ogółem | Ogółem | Ogółem |
| Klub                       | Sezon             | Poziom            | Mecze | Bramki | Asysty | Mecze        | Bramki       | Asysty       | Mecze  | Bramki | Asysty |
| -------------------------- | ----------------- | ----------------- | ----- | ------ | ------ | ------------ | ------------ | ------------ | ------ | ------ | ------ |
| Polonia Warszawa           | 2014/2015         | III liga          | 12    | 2      | 0      | –            | –            | –            | 12     | 2      | 0      |
| Sonnenhof Großaspach       | 2017/2018         | 3. Liga           | 2     | 0      | 0      | –            | –            | –            | 2      | 0      | 0      |
| Pogoń Siedlce              | 2017/2018         | 1 Liga            | 11    | 2      | 0      | –            | –            | –            | 11     | 2      | 0      |
| Podbeskidzie Bielsko-Biała | 2018/2019         | 1 Liga            | 23    | 6      | 2      | 2            | 0            | 0            | 25     | 6      | 2      |
| Śląsk Wrocław              | 2019/2020         | Ekstraklasa       | 35    | 8      | 6      | –            | –            | –            | 35     | 8      | 6      |
| Norwich City F.C.          | 2020/2021         | EFL Championship  | 26    | 1      | 2      | 2            | 0            | 1            | 28     | 1      | 3      |
| Norwich City F.C.          | 2021/2022         | Premier League    | 12    | 0      | 0      | 2            | 0            | 0            | 12     | 0      | 0      |
| Birmingham City (wyp.)     | 2022/2023         | Championship      | 5     | 1      | 0      | –            | –            | –            | 5      | 1      | 0      |
| Ogółem w karierze          | Ogółem w karierze | Ogółem w karierze | 126   | 20     | 10     | 6            | 0            | 1            | 130    | 20     | 11     |

## Styl gry
Płacheta jest nominalnym lewoskrzydłowym, choć w RB Leipzig grał na pozycji lewego obrońcy, był wystawiany jako prawy i lewy pomocnik. Jest lewonożny. Wyróżnia się szybkością, w sezonie 2019/2020 był najszybszym zawodnikiem występującym w Ekstraklasie.

## Życie prywatne
Przemysław Płacheta ma dwóch starszych braci – Marcina i Sylwestra. Jego rodzice byli sportowcami. Najstarszy brat Przemysława Płachety, Marcin był lekkoatletą i bobsleistą, członkiem sztafety 4 × 100 metrów, która zdobyła złoty medal na Młodzieżowych Mistrzostwach Europy w Lekkoatletyce 2001, reprezentował Polskę na Zimowych Igrzyskach Olimpijskich 2006. Sylwester, średni z braci był piłkarzem, reprezentował barwy MKS-u Kutno, grającego wówczas w III lidze.